# Indiai remetegyurgyalag
Az indiai remetegyurgyalag vagy kékszakállú gyurgyalag (Nyctyornis athertoni) a madarak osztályának a szalakótaalakúak (Coraciiformes) rendjéhez, ezen belül a gyurgyalagfélék (Meropidae) családjához tartozó faj.

## Rendszerezés
A fajt William Jardine & Prideaux John Selby írták le 1758-ban, a Merops nemben Merops atherton néven.

## Alfajai
- Nyctyornis athertoni athertoni (Jardine & Selby, 1828)
- Nyctyornis athertoni brevicaudatus (Koelz, 1939)[2]

## Előfordulása
Dél- és Délkelet-Ázsiában, Banglades, Brunei, Kambodzsa, Kína, India, Laosz, Mianmar, Nepál, Thaiföld és Vietnám területén honos. Természetes élőhelyei a szubtrópusi és trópusi síkvidéki és hegyi esőerdők. Állandó, nem vonuló faj.

## Megjelenése
Testhossza 31–35 centiméter, testtömege 70-93 gramm.
|  |

## Természetvédelmi helyzete
Az elterjedési területe rendkívül nagy, egyedszáma pedig stabil. A Természetvédelmi Világszövetség Vörös listáján nem fenyegetett fajként szerepel.